# Под северным сиянием
«Под северным сиянием» (яп. オーロラの下で орора но сита дэ, англ. Under Northern Lights) — совместный советско-японский художественный фильм, снятый в приключенческом жанре в 1990 году режиссёрами Тосио Гото, Пятрасом Абукявичусом и Сергеем Вронским. Экранизация повести Юкио Тогавы «Под Авророй. 1912 год» (на русский язык не переведeна).

## Сюжет
Главный герой фильма — японец Гэндзо. Несколько лет назад он нелегально перешёл границу, чтобы на русских соболях заработать деньги, необходимые для выкупа невесты. Но время идёт, а хищнические нравы русских купцов не дают возможности собрать нужную сумму. И потому так угрюм, диковато нелюдим, одинок Гэндзо. Единственная отрада в его жизни — дружба с Арсением, спасшим его от расправы грабителей, да Анной, молодой вдовой.
И когда придёт для Гэндзо время возвращаться на родину, то к радости скорой встречи с родной землёй, с возлюбленной примешается чувство горечи, боль разлуки с людьми, так тепло к нему относившимися.
Однако в Японии Гэндзо скоро поймёт, что он лишний в своей стране. Его невеста, считая Гэндзо погибшим, вышла замуж, зато полиция после свершившейся в России революции начинает интересоваться судьбой японца, прожившего пять лет в Сибири. И вскоре Гэндзо вновь оказывается в России.
Вторая часть фильма преимущественно посвящена взаимоотношениям Гэндзо и Бурана — полуволка, полусобаки, сочетающего в себе физическую мощь дикого зверя и ум воспитанного человеком животного. На ездовых собаках Гэндзо, выполняя последнюю просьбу умирающего Арсения,— должен доставить муку, хлеб, крупу и лекарства в отдалённое селение, где спасаются от японской интервенции, болезней, мора русские беженцы, среди которых и Анна с дочкой. Долго будет длиться поединок Гэндзо с немилосердной природой, и эти эпизоды наиболее впечатляющие в фильме. Околеют по дороге ездовые собаки, его самого вот-вот оставят последние силы... А тут ещё стая волков обложит одинокого путника смертным кольцом... И тогда Буран, бывший когда-то вожаком волчьей стаи, уведёт хищников от хозяина. Из последних сил будет тянуть Гэндзо сани с продовольствием, пока не замаячит вдали околица деревни... И будет в деревне колокольный звон, и будут плакать русские люди и благодарить своего спасителя — представителя страны, с которой Россия ведёт войну... Так, начавшись темой «человек и природа», фильм завершится мажорным аккордом людского братства, солидарности, взаимовыручки, доброты, которые оказываются сильнее не только свирепых морозов и природных катаклизмов, но и войны, межнациональной розни...

## В ролях
- Кодзи Якусё — Гэндзо Тамия
- Андрей Болтнев — Арсений
- Марина Зудина — Анна
- Дзюнко Сакурада — Умэка Судзуки
- Тэцуро Тамба — Цунэдзиро Уэсака
- Никита Михалков — Лежнев
- Гуц Исимацу — полицейский
- Анатолий Ромашин — Кулагин
- Лиза Новодворская — Наташа
- Жанат Байжанбаев — Алёша
- Олег Фёдоров — каторжанин
- Вячеслав Молоков — Болбошка
- Михаил Голубович — Ухатый
- Михаил Ремизов — Пупырь
- Максим Мунзук — старик Нияко
- Фёдор Котельников — каюр
- Юрий Платонов — начальник полиции (в титрах — Юрий Плотников)
- Владимир Кузнецов — приёмщик пушнины
- Атому Симодзё — перекупщик
- Дзюнкити Оримото — Дзинуси
- Акио Сатакэ — хозяин магазина пушнины
- Дзюкэй Фудзиока — офицер
- Хосэй Комацу — детектив
- Хироюки Иваки — муж Умэки
- Кадзуё Асари — хозяйка борделя
- Минако Осанаи — мать Умэки
- Акико Кадзами — мать Гэндзо
- Михаил Бочаров — эпизод
- Петр Деметр — эпизод
- Даниил Домбровский — эпизод
- Алёна Яковлева — эпизод

##### Места съемок
Съемки фильма проходили в Перми и Пермском крае: в с. Хохловка и Нижние Муллы (Пермский район). В Нижних Муллах еще несколько лет сохранялись деревянные постройки-декорации к фильму на берегу Камы, пока их не смыло половодьем. 
Так же съёмки проходили в Республике Саха (Якутия) Нижнеколымского района. 
Стоимость производства фильма была объявлена в  1 миллиард иен. Из этого стоимость мяса (из него делали и фигуры убитых волков, собак) составляет 70 миллионов иен. Выручка от продажи билетов составила 1,1 миллиард иен.

## Премьеры
- — премьера фильма в японском прокате состоялась 3 августа 1990 года[1].
- — фильм демонстрировался в советском кинопрокате с февраля 1991 года[комм. 1].

## Награды и номинации
Азиатско-тихоокеанский кинофестиваль (1990)
- Премия за лучшую операторскую работу — Юдзи Окумура

Премия Японской киноакадемии
- 14-я церемония вручения премии (1991)[3]

Номинации в категориях:
- за лучшее исполнение мужской роли — Кодзи Якусё
- за лучшую режиссёрскую работу — Юдзи Окумура
- за лучшее освещение
- за лучшую музыку к фильму — Рэйдзиро Короку (ex aequo — «1750 бурных дней»)
- за лучшую работу звукооператора — Цутому Хонда, Юрий Рабинович

Nikkan Sports Film Awards (1990)
- Церемония награждения (за 1990 год)[2]

- премия имени Юдзиро Исихары.

## Комментарии
1. ↑  В советском кинопрокате с февраля 1991 года, р/у ГСПУ № 1116790 — опубликовано: «Аннотированный каталог фильмов I квартала 1991 года», М.: Всесоюзное объединение «Союзинформкино» Госкино СССР — 1991, С. 15—16.